# عبدالعزیز تکرونی
عبدالعزیز تکرونی (عربی: عبد العزيز تكروني؛ زادهٔ ۲۵ نوامبر ۱۹۹۱) یک ورزشکار اهل عربستان سعودی است.
از باشگاه‌هایی که در آن بازی کرده‌است می‌توان به باشگاه فوتبال الاتحاد و باشگاه فوتبال نجران عربستان سعودی اشاره کرد.